# Herrmann Bachstein
Herrmann Bachstein (15. dubna 1834 v Apoldě – 4. února 1908 v Berlíně) byl německý stavitel. Po studiích výmarské stavební školy a berlínské stavební akademie se realizoval při stavbě a provozu železničních tratí. Angažoval se například ve výstavbě první vedlejší dráhy v Německu z Fröttstadtu do Friedrichrody.
Roku 1879 založil svou vlastní firmu Centralverwaltung für Secundairbahnen Herrmann Bachstein, v níž zaměstnal i svého bratra Bernharda. Spolu s darmstadtskou bankou a okresním úřadem ve Frýdlantě (tehdy Rakousko-Uhersko, dnes Česká republika) založil konsorcium a později akciovou společnost Frýdlantské okresní dráhy, která na přelomu 19. a 20. století stavěla (a poté i provozovala) železniční tratě v českém Frýdlantském výběžku: trať Raspenava – Bílý Potok pod Smrkem, úzkorozchodnou trať z Frýdlantu do Heřmanic (obě otevřené roku 1900) a Frýdlant – Jindřichovice pod Smrkem (zprovozněnou v roce 1902). Ještě ve stáří se podílel na stavbách železnic v Brazílii a koloniích v Africe.